# Kargı (district)
Kargı is een Turks district in de provincie Çorum en telt 17.050 inwoners (2007). Het district heeft een oppervlakte van 1394,2 km². Hoofdplaats is Kargı.
De bevolkingsontwikkeling van het district is weergegeven in onderstaande tabel.
| 1997   | 2000   | 2007   |
| ------ | ------ | ------ |
| 20.558 | 20.388 | 17.050 |